# Färgelanda

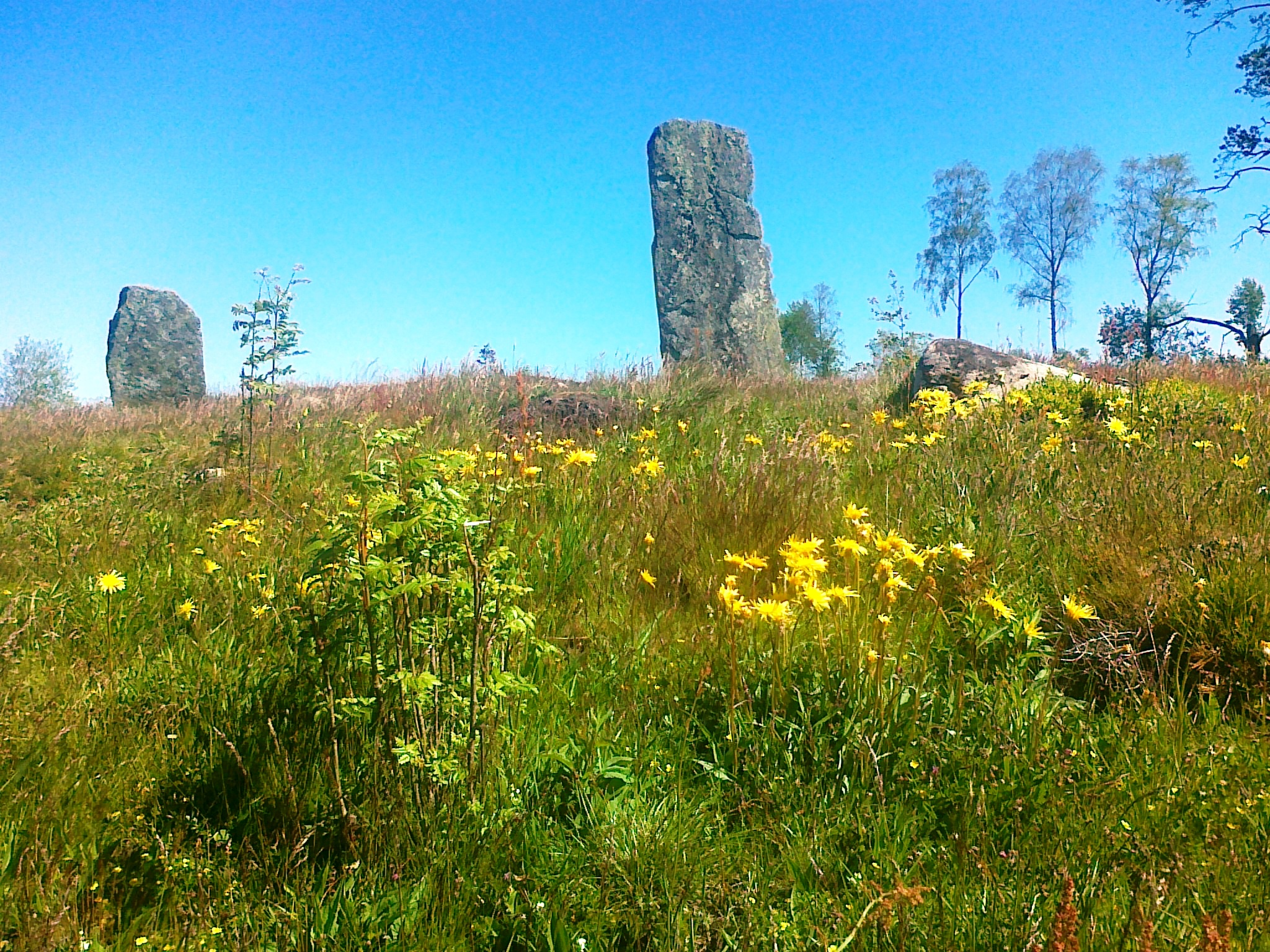
Ättehögskullen – Gräberfeld in Håvesten

Färgelanda ist ein Ort (tätort) in der schwedischen Provinz Västra Götalands län und der historischen Provinz Dalsland. Er ist zugleich Hauptort der gleichnamigen Gemeinde.
Rund um Färgelanda wurde eine Vielzahl von altertümlichen Funden aus verschiedenen Epochen gemacht. So gehört der das Gräberfeld Ättehögskullen bei Håvesten zu den bemerkenswerten archäologischen Gebieten Halslands.

Elch nördlich von Färbeland neben der RV 172

## Städtepartnerschaft
- Schönberg (Mecklenburg), Deutschland, seit dem 7. Oktober 1990

## Söhne und Töchter der Stadt
- Bengt Beckman (1925–2012), Kryptoanalytiker, Schriftsteller und Illustrator
- Fredrik Sjöström (* 1983), Eishockeyspieler und -funktionär